# Уряд Мексики
Уряд Мексики (Виконавчий кабінет, ісп. Gabinete Legal) — вищий орган виконавчої влади Мексики.

## Голова уряду
- Президент — Клаудія Шейнбаум (ісп. Claudia Sheinbaum).

## Кабінет міністрів
Склад чинного уряду подано станом на 5 січня 2017 року.
| Логотип | Міністерство                                                            | Держсекретар                                                           | Фото | Час на посаді | Час на посаді | Партія | Партія | Вебсайт                                        |
| ------- | ----------------------------------------------------------------------- | ---------------------------------------------------------------------- | ---- | ------------- | ------------- | ------ | ------ | ---------------------------------------------- |
|         | Секретаріат аграрної реформи                                            | Марія дель Росаріо Роблес Берланга (Maria del Rosario Robles Berlanga) |      |               |               |        |        |                                                |
|         | Секретаріат державної освіти                                            | Авреліо Нуньо Маєр (Aurelio Nuno Mayer)                                |      |               |               |        |        |                                                |
|         | Секретаріат державної служби                                            | Вірхіліо Андраде Мартінес (Virgilio Andrade Martinez)                  |      |               |               |        |        |                                                |
|         | Секретаріат екології та природних ресурсів                              | Рафаель Паччіано Аламан (Rafael Pacchiano Alaman)                      |      |               |               |        |        |                                                |
|         | Секретаріат економіки                                                   | Ільдефонсо Гуахардо Вільяреал (Ildefonso Guajardo Villarreal)          |      |               |               |        |        |                                                |
|         | Секретаріат енергетики                                                  | Педро Хоакін Колдвелл (Pedro Joaquin Coldwell)                         |      |               |               |        |        |                                                |
|         | Секретаріат зв'язку і транспорту                                        | Герардо Руїс Еспарза (Gerardo Ruiz Esparza)                            |      |               |               |        |        |                                                |
|         | Секретаріат закордонних справ (Secretaría de Relaciones Exteriores)     | Луїс Відегарай Касо (Luis Videgaray Caso)                              |      | 4 січня 2017  | —             |        | PRI    | [Архівовано 19 лютого 2015 у Wayback Machine.] |
|         | Секретаріат національної оборони                                        | генерал Сальвадор Сьєнфуегос Сепеда (Salvador Cienfuegos Zepeda)       |      |               |               |        |        |                                                |
|         | Секретаріат охорони здоров'я                                            | Хосе Нарро Роблес (Jose Narro Robles)                                  |      |               |               |        |        |                                                |
|         | Секретаріат праці і соціального страхування                             | Альфонсо Наварете Пріда (Alfonso Navarrete Prida)                      |      |               |               |        |        |                                                |
|         | Секретаріат соціального розвитку                                        | Луїс Енріке Міранда Нава (Luis Enrique Miranda Nava)                   |      |               |               |        |        |                                                |
|         | Секретаріат сільського господарства і розвитку, риболовлі та харчування | Хосе Едуардо Кальсада (Jose Eduardo Calzada)                           |      |               |               |        |        |                                                |
|         | Секретаріат туризму                                                     | Енріке де ла Мадрід Кордеро (Enrique de la Madrid Cordero)             |      |               |               |        |        |                                                |
|         | Секретаріат уряду                                                       | Мігель Анхель Осоріо Чонг (Miguel Angel Osorio Chong)                  |      |               |               |        |        |                                                |
|         | Секретаріат флоту                                                       | адмірал Відал Франциско Соберон Санс (Vidal Francisco Soberon Sanz)    |      |               |               |        |        |                                                |
|         | Секретаріат фінансів і державного кредитування                          | Хосе Антоніо Меде Курібрена (Jose Antonio Meade Kuribrena)             |      |               |               |        |        |                                                |